# ألفارو مونيس
ألفارو مونيس (بالإسبانية : Álvaro Jaime Mones Sibillotte) اسمه الكامل ألفارو خايمي مونس سيبيليوت ولد يوم 7 أغسطس 1942 في مونتيفيديو في الأوروغواي. وهو عالم بيولوجي وعلم حفريات من الأوروغواي.
سميت الحفرية "Josephoartigasia monesi" باسمه لدراسته للقوارض في عام 1966.